# Годзилла против Мегагируса
«Годзилла против Мегагируса» (яп. ゴジラ×メガギラス G消滅作戦 Годзира тай Мэгагирасу, Дзи: сё:мэцу сакусэн, «Годзилла и Мегагирус: Команда на уничтожение») — фантастический японский триллер (кайдзю-эйга) режиссёра Масааки Тэдзуки, двадцать четвёртый о динозавроподобном ящере Годзилле, второй в эпохе Миллениум. В Японии фильм вышел в прокат 16 декабря 2000 года. В отличие от предыдущего фильма «Годзилла против Мегагируса» не демонстрировался в североамериканских кинотеатрах, его премьера на телевидении в США состоялась на канале Syfy. В России фильм был озвучен для телеканала РЕН ТВ.
В 2004 году фильм был издан Sony на DVD.
Сюжет этого фильма игнорирует события всех предшествующих фильмов (в том числе и «Годзиллы 2000»), имея отношение лишь к «Годзилле» 1954 года, но и то с существенным изменением: Годзилла не был убит, а просто скрылся на долгое время.

## Сюжет

### Предыстория
После огромного урона, нанесённого Годзиллой Токио в 1954 году, столица Японии была перенесена в Осаку. Повторная атака Годзиллы произошла в 1966 году, когда монстр разрушил первую атомную электростанцию в стране. После этого правительство приняло меры, направленные на использование новых источников энергии, которые не привлекают Годзиллу. В 1996 году в Осаке был создан институт по изучению плазменной энергии, и тогда же Годзилла объявился вновь, разгромив район Наканосима в Осаке и уничтожив военное подразделение. Из всех рейнджеров в живых остаётся только Кирико Цудзимори.

### Основной сюжет
Токио, 2001 год. Любитель-инженер Хадзимэ приглашён в секретный штаб по изучению Годзиллы. Он соглашается участвовать в разработке плазменного оружия, которое сможет создать миниатюрную чёрную дыру. Это оружие планируют использовать по борьбе с Годзиллой. Во время пробных испытаний удаётся добиться желаемого результата, но следующей ночью мальчик Дзюн, в тайне проникший на запретную территорию, обнаруживает в лесу необычную крупную стрекозу, которая исчезает в том месте, где появилась чёрная дыра и вызвала искривление пространства-времени. Неподалёку Дзюн находит необычное светящееся яйцо, принадлежащее какому-то огромному насекомому. Дзюн относит яйцо к себе домой, но оно выделяет слишком много жидкости, и мальчику приходится выбросить его в канализацию. Под Токио яйцо выделяет ещё больше жидкости и от него отделяются маленькие коконы, из которых появляются личинки очень крупных стрекоз меганулон. Личинки выбираются на поверхность и после короткой охоты на людей переходят ко второй стадии развития — мегануле — крылатой стрекозе внушительных размеров. Представители её вида существовали на Земле ещё в каменноугольном периоде. Пока ещё меганулы остаются незаметны в большом городе.
В это время в штабе при помощи показаний спутника обнаруживают Годзиллу в Тихом океане. Кирико летит туда на супер-самолёте «Грифон». В открытом океане она находит труп взрослой меганулы, а потом прямо из-под неё выныривает Годзилла. Кирико устанавливает у него на спине датчик слежения, теперь на Годзиллу может нацелиться плазменная пушка «Приливная волна», установленная на спутнике.
В это время район Сибуя оказывается затоплен водой, прорвавшейся из канализации. В ходе спасательной операции на стенах нескольких зданий обнаруживаются десятки тысяч особей взрослых меганул. Громадная стая поднимается в воздух и улетает к океану.
Годзиллу заманивают на необитаемый островок невдалеке от побережья Японии. В штабе Хадзимэ и профессор Ёсизава заканчивают приготовления «Приливной волны», орудие готово выстрелить в монстра, но в последний момент к острову неожиданно прилетает рой меганул. Стрекозы нападают на Годзиллу, жалят его, высасывая его ядерную энергию. Насекомых так много, что они создают помехи в системе наведения и спутник теперь не может точно нацелиться. Годзилла раздавливает и сжигает атомным лучом часть роя, и «Приливная волна» совершает выстрел. Побережье острова взрывается, но Годзилла не исчезает. Кирико сообщает в штаб, что они промахнулись. Но во время выстрела оружие сильно перегрелось и требуется два часа на остывание. Годзилла направляется за улетающей стаей оставшихся в живых меганул.
Стрекозы прилетают в Токио, ныряют под воду и передают полученный запас энергии своей огромной матке Мегагирусу, лежащей на дне затопленного района. Погибшие стрекозы всплывают на поверхность, а Мегагирус взлетает и делает несколько пробных полётов над городом. При этом быстрые взмахи её крыльев создают разрушительные ультразвуковые волны. Часть зданий в округе разрушаются, Хадзимэ попадает в зону разрушения и получает перелом руки.
Утром появляется Годзилла, Кирико на «Грифоне» пытается его остановить, но появляется Мегагирус и нападает на Годзиллу. В штабе пытаются устроить повторный залп из «Приливной волны» и уничтожить обоих монстров, но ультразвуковые волны от крыльев Мегагируса выводят из строя систему связи, делая невозможным шанс выстрелить. Годзилла несколько раз выстреливает в Мегагируса лучом, но стрекоза слишком быстрая, так что ящер постоянно теряет её из вида, а позже Мегагирус использует своё жало, чтобы высасывать тепловую энергию из Годзиллы, не давая тому извергнуть свой луч. Мегагирус несколько раз ранит Годзиллу, но, в конце концов, ящер отрывает ей клешню и жало, а потом сжигает лучом.
Хадзимэ пытается установить контакт с «Приливной волной», но спутник сошёл с орбиты и теперь падает на Землю. Навестись на Годзиллу не представляется возможным, и тогда Кирико взлетает на «Грифоне», чтобы прицел пришёлся на неё. Кирико катапультируется в нужный момент, «Грифон» падает на Годзиллу, «Приливная волна» выстреливает чёрной дырой и на этот раз всё проходит успешно: Годзилла исчезает.
В финале фильма Кирико вновь посещает магазин Хадзимэ и высказывает опасения, что Годзилла мог выскользнуть из чёрной дыры. Хадзимэ соглашается на дальнейшее сотрудничество со штабом.
В сцене после титров показано как после уроков в школе Дзюн ставит на лабораторный стол коллекции насекомых, вдруг школа сотрясается от основания до потолка, Дзюн в испуге смотрит в окно, и раздаётся рычание Годзиллы.

## В главных ролях
| Актёр            | Роль                      |
| ---------------- | ------------------------- |
| Мисато Танака    | рейнджер Кирико Цудзимори |
| Сёсукэ Танияра   | инженер Хадзимэ Кюдо      |
| Юрико Хоси       | профессор Ёсино Ёсизава   |
| Масато Ибу       | Мотоико Сюгюра            |
| Тосиюки Нагасима | Такудзи Миягава           |
| Койхи Уэда       | государственный чиновник  |
| Цутомю Китагава  | Годзилла                  |
| Минорю Ватанабэ  | Мегагирус                 |

## Затраты[1]
При бюджете ¥950 млн ($8,3 млн) сборы составили ¥1,2 млрд ($10 млн). Хотя фильм и окупился в японском прокате, у него самые низкие показатели сборов среди фильмов о Годзилле периода Миллениум.

## Съёмки
- Это первый фильм о Годзилле, режиссёром которого был Масааки Тэдзука. Предыдущие два фильма были сняты Такао Окаварой.
- Съёмки фильма длились почти семь месяцев — с 12 января по 9 июля 2000 года[2].
- Меганулы уже появлялись в фильме «Родан», снятом Исирой Хондой в 1956 году.
- Сюжет «Годзиллы против Мегагируса» имеет сходство с фильмом «Гамера 2: Нападение космического легиона», снятым в 1996 году.